# Sant Pèire de Dordonha
Saint-Pierre és un municipi francès situat al departament de Cantal i a la regió d'Alvèrnia-Roine-Alps. L'any 2007 tenia 173 habitants.

## Demografia

### Població
El 2007 la població de fet de Saint-Pierre era de 173 persones. Hi havia 62 famílies de les quals 16 eren unipersonals (8 homes vivint sols i 8 dones vivint soles), 21 parelles sense fills, 21 parelles amb fills i 4 famílies monoparentals amb fills.
La població ha evolucionat segons el següent gràfic:
Habitants censats

### Habitatges
El 2007 hi havia 111 habitatges, 69 eren l'habitatge principal de la família, 35 eren segones residències i 7 estaven desocupats. 96 eren cases i 11 eren apartaments. Dels 69 habitatges principals, 44 estaven ocupats pels seus propietaris, 23 estaven llogats i ocupats pels llogaters i 2 estaven cedits a títol gratuït; 5 tenien dues cambres, 18 en tenien tres, 30 en tenien quatre i 17 en tenien cinc o més. 57 habitatges disposaven pel capbaix d'una plaça de pàrquing. A 29 habitatges hi havia un automòbil i a 35 n'hi havia dos o més.

### Piràmide de població
La piràmide de població per edats i sexe el 2009 era:
| Homes | Edats   | Dones |
| ----- | ------- | ----- |
| 0     | 95 o +  | 0     |
| 0     | 90 a 94 | 0     |
| 0     | 85 a 89 | 0     |
| 4     | 80 a 84 | 0     |
| 0     | 75 a 79 | 0     |
| 4     | 70 a 74 | 8     |
| 0     | 65 a 69 | 8     |
| 12    | 60 a 64 | 0     |
| 8     | 55 a 59 | 4     |
| 12    | 50 a 54 | 12    |
| 4     | 45 a 49 | 0     |
| 4     | 40 a 44 | 4     |
| 4     | 35 a 39 | 0     |
| 8     | 30 a 34 | 12    |
| 8     | 25 a 29 | 4     |
| 0     | 20 a 24 | 8     |
| 4     | 15 a 19 | 0     |
| 0     | 10 a 14 | 0     |
| 4     | 5 a 9   | 0     |
| 4     | 0 a 4   | 0     |

## Economia

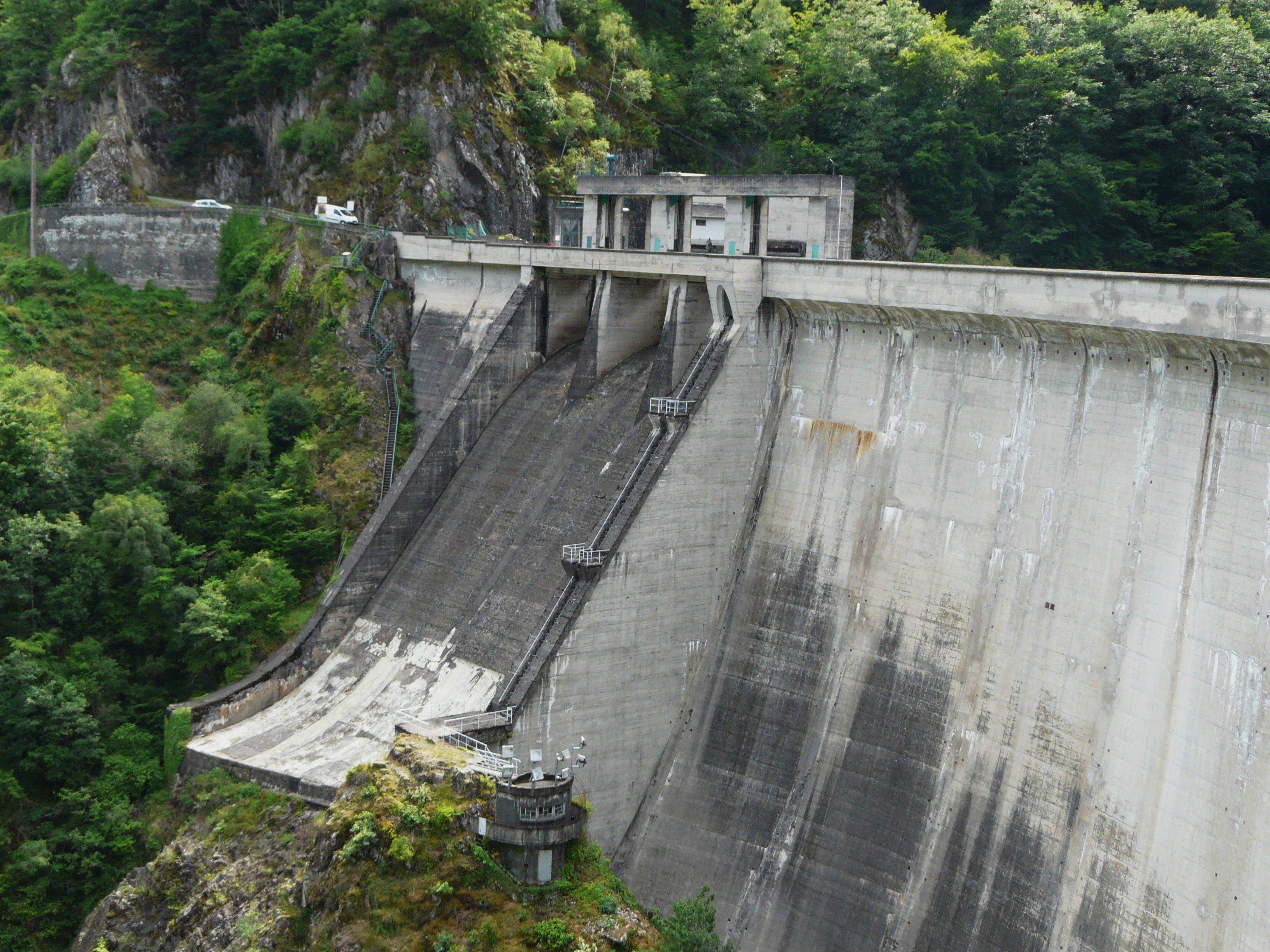
Presa de Marèges

El 2007 la població en edat de treballar era de 104 persones, 75 eren actives i 29 eren inactives. De les 75 persones actives 67 estaven ocupades (44 homes i 23 dones) i 8 estaven aturades (3 homes i 5 dones). De les 29 persones inactives 8 estaven jubilades, 4 estaven estudiant i 17 estaven classificades com a «altres inactius».

### Ingressos
El 2009 a Saint-Pierre hi havia 59 unitats fiscals que integraven 145 persones, la mediana anual d'ingressos fiscals per persona era de 11.730 €.

### Activitats econòmiques
Dels 4 establiments que hi havia el 2007, 1 era d'una empresa de fabricació de material elèctric, 1 d'una empresa de construcció i 2 d'empreses d'hostatgeria i restauració.
Dels 2 establiments de servei als particulars que hi havia el 2009, 1 era una fusteria i 1 restaurant.
L'any 2000 a Saint-Pierre hi havia 13 explotacions agrícoles.

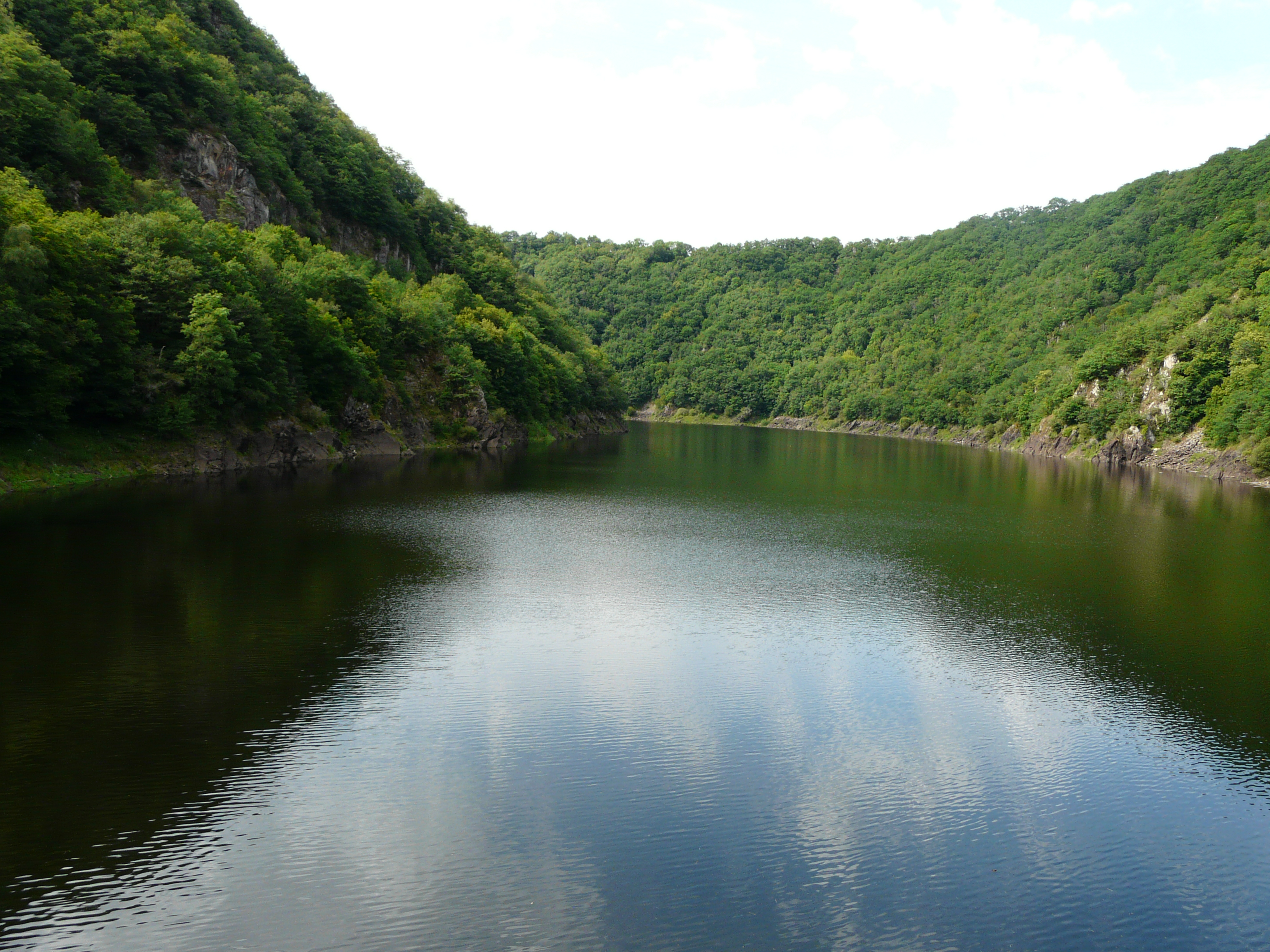
Pantà de Marèges

## Poblacions més properes
El següent diagrama mostra les poblacions més properes.